# Liste des conseillers nationaux du canton d'Obwald
Cette page liste les représentants du canton d'Obwald au Conseil national depuis la création de l'État fédéral en 1848.

## Abréviations des partis
- PCS : Parti chrétien-social d'Obwald
- PCP : Parti conservateur populaire
- PDC : Parti démocrate-chrétien
- UDC : Union démocratique du centre

Autres tendances et mouvements politiques :
- CL : Centre libéral
- CC : Conservatisme catholique

## Liste
| Nom                | Parti  | Mandat    | Né   | Mort |
| ------------------ | ------ | --------- | ---- | ---- |
| Ulrich Blatter     | PDC    | 1987–1995 | 1940 | 1995 |
| Adalbert Durrer    | PDC    | 1995–2001 | 1950 | 2008 |
| Nikolaus Durrer    | CL     | 1888–1890 | 1815 | 1895 |
| Simon Ettlin       | CC     | 1866–1871 | 1818 | 1871 |
| Hans Gasser        | PCP    | 1963–1971 | 1902 | 1985 |
| Nicolaus Hermann   | CC     | 1878–1888 | 1818 | 1888 |
| Adriano Imfeld     | PDC    | 2001–2007 | 1954 |      |
| Hans Ming          | PCP    | 1951–1963 | 1904 | 1986 |
| Peter Anton Ming   | CC/PCP | 1890–1924 | 1851 | 1924 |
| Gotthard Odermatt  | PCP    | 1943–1951 | 1902 | 1970 |
| Maria Odermatt     | PCP    | 1924–1943 | 1867 | 1950 |
| Alois Reinert      | CC     | 1872–1878 | 1832 | 1890 |
| Walter Röthlin     | PDC    | 1971–1987 | 1930 | 2009 |
| Christoph von Rotz | UDC    | 2007–2011 | 1966 |      |
| Karl Vogler        | PCS    | 2011–     | 1956 |      |
| Franz Wirz         | CC     | 1848–1866 | 1816 | 1884 |
| Theodor Wirz       | CC     | 1871–1872 | 1842 | 1901 |

## Sources
- (de) Cet article est partiellement ou en totalité issu de l’article de Wikipédia en allemand intitulé « Liste der Nationalräte des Kantons Obwalden » (voir la liste des auteurs).
- « Banque de données recensant les membres des conseils depuis 1848 », Parlement suisse
- (de) « Mitglieder des Nationalrates aus Obwalden », Canton d'Obwald